# Paulina Brandberg
Pour les articles homonymes, voir Brandberg.
Paulina Brandberg, née le 11 novembre 1983 à Lund, est une femme politique suédoise.
Membre du parti Les Libéraux, elle est ministre de l'Égalité des genres (en) dans le gouvernement Kristersson depuis le 18 octobre 2022.